# Ю Ён Сок
Ю Ён Сок (кор. 유연석; род. 11 апреля 1984, Сеул, Республика Корея) — южнокорейский актёр и телеведущий. Дебютировав в кино в 2003 году с небольшой ролью в фильме «Олдбой», он возобновил актёрскую карьеру в 2008 году. Среди его заметных работ — фильмы «Новая встреча» (2011), «Введение в архитектуру» (2012), «Мальчик-оборотень» (2012), «Информатор» (2014), «Идеальное предложение» (2015), «Настроение дня» (2016), а также телесериалы «Вернуться в 1994» (2013), «Тепло и уютно» (2015), «Учитель Ким, доктор Романтик» (2016), «Мистер Саншайн» (2018), «Врачебная мудрость» (2020) и «Чертовски счастливый день» (2023).

## Биография
Ан Ён Сок родился 11 апреля 1984 года в Сеуле, Республика Корея, в семье профессора инженерии. Его родители вскоре переехали на юг страны, поэтому ранние годы будущего актёра прошли в городе Чинджу. На третьем курсе старшей школы Ён Сок решил заняться актёрством и последовал за братом, который учился в Университете Седжон. Они жили вместе недалеко от района Самсон-дон.
Посещая курсы актёрского мастерства, он познакомился с другом, который позже работал в костюмерной у режиссера Пак Чхан Ука. Вспомнив, что Ан Ён Сок похож на актёра Ю Джи Тэ, он позвонил ему и пригласил на прослушивание на роль. Не раздавая резюме, он дебютировал в актёрской карьере в роли молодого коллеги Ю Джи Тэ в нашумевшем фильме 2003 года «Олдбой».
После появления в «Олдбое» он потратил немало времени на подготовку, прежде чем стать полноценным взрослым актером. В сентябре 2005 года был призван в ряды вооружённых сил, где проходил службу в ВВС. После службы в армии, Ан Ён Сок поступил на факультет киноискусства в Университете Седжон, окончив его со степенью в области киноискусства, он возобновил свою актёрскую карьеру в 2008 году, и появился в пьесах «In The Burning Darkness» и «Understudy». Он начал использовать сценическое имя, рекомендованное его агентством, Ю Ён Сок.

## Фильмография

### Кино

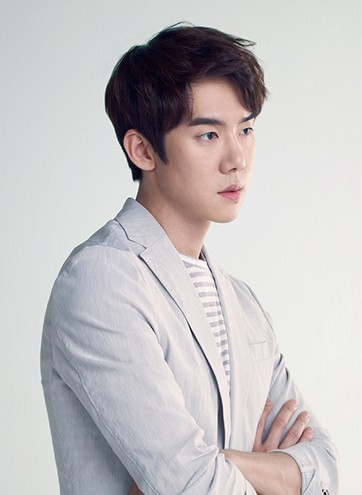
Ю Ён Сок, 2015 год

| Год  | Название                    | Оригинальное название           | Роль                    | Примечания                    | Источник      |
| ---- | --------------------------- | ------------------------------- | ----------------------- | ----------------------------- | ------------- |
| 2003 | Олдбой                      | 올드보이                        | молодой Ли У Джин       | в титрах под именем Ан Ён Сок | [ 4 ]         |
| 2009 | Покажи мне деньги»          | 황금시대                        | мужчина                 | эпизод: «Пила»                |               |
| 2011 | Новая встреча               | 혜화,동                         | Хан Су                  |                               | [ 5 ] [ 6 ]   |
| 2012 | Восемнадцать и девятнадцать | 열여덟,열아홉                   | Хо Я                    |                               | [ 7 ]         |
| 2012 | Введение в архитектуру      | 건축학개론                      | Джэ Ук                  |                               | [ 8 ]         |
| 2012 | Две свадьбы и одни похороны | 두 번의 결혼식과 한 번의 장례식 | Джун                    | младший брат Ли Сока          | [ 9 ]         |
| 2012 | Истории ужасов              | 무서운 이야기                   | мужчина                 | эпизод: «Начало»              | [ 10 ]        |
| 2012 | Мальчик-оборотень           | 늑대소년                        | Джи Тэ                  |                               | [ 11 ]        |
| 2013 | Рождённый петь              | 전국노래자랑                    | Дон Су                  |                               | [ 12 ]        |
| 2013 | Хваи                        | 화이: 괴물을 삼킨 아이          | Пак Джи Вон             |                               | [ 13 ]        |
| 2014 | Информатор                  | 제보자                          | Шим Мин Хо              |                               | [ 14 ] [ 15 ] |
| 2014 | Королевский портной         | 상의원                          | Король Ёнджо            |                               | [ 16 ]        |
| 2015 | Идеальное предложение       | 은밀한 유혹                     | Сун Ёль                 |                               | [ 17 ]        |
| 2015 | Красота внутри              | 뷰티 인사이드                   | У Джин                  |                               | [ 18 ]        |
| 2016 | Любовь и ложь               | 해어화                          | Ким Юн У                |                               | [ 19 ]        |
| 2016 | Настроение дня              | 그날의 분위기                   | Джэ Хён                 |                               | [ 20 ]        |
| 2016 | Тихая мечта                 | 춘몽                            | мотоциклист             | камео                         | [ 21 ]        |
| 2020 | Стальной дождь 2: Саммит    | 강철비2: 정상회담               | Джо Сон Са (Лидер КНДР) |                               | [ 22 ]        |
| 2021 | Новогодний блюз             | 새해전야                        | Джэ Хён                 |                               | [ 23 ]        |
| 2022 | Анатомия убийств            | 배니싱:미제사건                 | Пак Джин Хо             | корейско-французский фильм    | [ 24 ]        |
| 2023 | Мой пёс Руни                | 멍뭉이                          | Мин Су                  |                               | [ 25 ]        |
| 2025 | Метод исключения            | 어쩔수가없다                    | О Джин Хо               | идут съёмки                   | [ 26 ]        |

### Телевидение

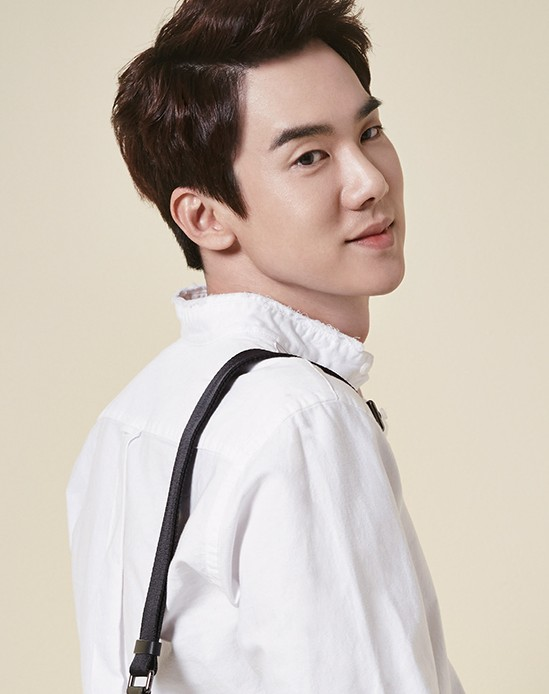
Ю Ён Сок, 2015 год

| Год       | Название                     | Оригинальное название | Роль               | Примечания                                       | Источник      |
| --------- | ---------------------------- | --------------------- | ------------------ | ------------------------------------------------ | ------------- |
| 2008–2009 | General Hospital 2           | Больница 2            | Хо У Джин          |                                                  | [ 27 ]        |
| 2009      | Мечта                        | 드림                  | Но Чуль Джунг      |                                                  | [ 28 ]        |
| 2009      | Душа                         | 혼                    | Бэк Джун Чан       |                                                  | [ 29 ] [ 30 ] |
| 2010      | Бегун                        | 런닝, 구              | Хо Джи Ман         |                                                  |               |
| 2010–2011 | Чистый цветок                | 호박꽃 순정           | Oh Hyo-joon        |                                                  | [ 31 ]        |
| 2011      | Ночная больница              | 심야병원              | Юн Сан Хо          |                                                  | [ 29 ] [ 30 ] |
| 2012      | Вкусная жизнь                | 맛있는 인생           | Чхве Джэ Хёк       |                                                  | [ 32 ]        |
| 2012      | Мировая мама                 | 엄마가 뭐길래         | Ким Ён Сок         |                                                  | [ 33 ]        |
| 2013      | Книга семьи Гу               | 구가의 서             | Пак Тэ Со          |                                                  | [ 34 ]        |
| 2013      | Вернуться в 1994             | 응답하라 1994         | Чил Бон Йи         |                                                  | [ 35 ]        |
| 2015      | Тепло и уютно                | 맨도롱 또똣           | Бэк Гон У          |                                                  | [ 36 ]        |
| 2015      | Миссис Коп                   | 미세스 캅             | Джо Ён У           | камео (эпизод 16)                                | [ 37 ]        |
| 2016–23   | Учитель Ким, доктор Романтик | 낭만닥터 김사부       | Кан Дон Джу        | сезоны 1 и 3 (приглашённый актёр; эпизоды 12–16) | [ 38 ] [ 39 ] |
| 2018      | Мистер Саншайн               | 미스터 션샤인         | Гу Дон Мэй         |                                                  | [ 40 ]        |
| 2020–21   | Врачебная мудрость           | 슬기로운 의사생활     | Ан Чжон Вон/Андреа | сезоны 1–3                                       | [ 41 ]        |
| 2022–23   | Понимание любви              | 사랑의 이해           | Ха Сан Су          |                                                  | [ 42 ]        |
| 2024      | Когда звонит телефон         | 지금 거신 전화는      | Бэк Са Ён          |                                                  | [ 43 ]        |

### Веб-сериалы
| Год  | Название                  | Оригинальное название | Роль                  | Источник             |
| ---- | ------------------------- | --------------------- | --------------------- | -------------------- |
| 2022 | Суринам                   | 수리남                | Дэвид Пак             | [ 44 ] [ 45 ] [ 46 ] |
| 2023 | Чертовски счастливый день | 운수 오진 날          | Ли Бён Мин/Гым Хёк Су | [ 47 ]               |